# Danielle Barkhouse
 (janvier 2025).
Danielle Barkhouse, née en 1976, est une femme politique canadienne.
Elle représente la circonscription de Chester-St-Margaret's à l'Assemblée législative de la Nouvelle-Écosse depuis les élections du 17 août 2021. Elle fait partie du caucus progressiste-conservateur.
Danielle Barkhouse a étudié les communications d'affaires à l'Université St. Mary’s et l'administration des pouvoirs publics locaux à l'Université Dalhousie.
Elle a eu deux mandats de conseillère municipale à Chester, où elle représentait le district 3.